# Caloptilia alpherakiella
Caloptilia alpherakiella är en fjärilsart som först beskrevs av Leon Konstantinovich Krulikovsky 1909.  Caloptilia alpherakiella ingår i släktet Caloptilia och familjen styltmalar. Inga underarter finns listade i Catalogue of Life.